# Umalia trirufomaculata
Umalia trirufomaculata is een krabbensoort uit de familie van de Raninidae. De wetenschappelijke naam van de soort is voor het eerst geldig gepubliceerd in 1989 door Davie & Short.